# Louis Darbo
Louis Darbo  (født 17. august 1902, død 5. april 1976) var en norsk bokser. Han vandt en guldmedalje i vægtklassen i bantamvægt i NM 1920
og guldmedalje i vægtklassen fjervægt i NM 1921. 